# Maryjski Obwód Autonomiczny
Maryjski Obwód Autonomiczny, Maryjski OA (ros. Марийская автономная область, maryjski Марий автоном вел) – obwód autonomiczny w Związku Radzieckim, wchodzący w skład Rosyjskiej Federacyjnej Socjalistycznej Republiki Radzieckiej.
Maryjski OA został utworzony 4 listopada 1920 r. Tworzenie autonomicznych jednostek terytorialnych dla mniejszości narodowych było częścią polityki tzw. korienizacji, tj. przyznawania autonomii mniejszościom narodowym zamieszkującym obszary dawnego Imperium, poprzednio dyskryminowanym i rusyfikowanym przez carat. 5 grudnia 1936 r. zmieniono status tej autonomicznej jednostki administracyjnej − podniesiono jej rangę i poszerzono zakres autonomii, tworząc Maryjską Autonomiczną Socjalistyczną Republikę Radziecką.
 Informacje n.t. położenia, gospodarki, historii, ludności itd. Maryjskiego Obwodu Autonomicznego znajdują się w: artykule poświęconym Republice Mari El, jak obecnie nazywa się ta rosyjska jednostka polityczno-administracyjna